# 라반 데이비스

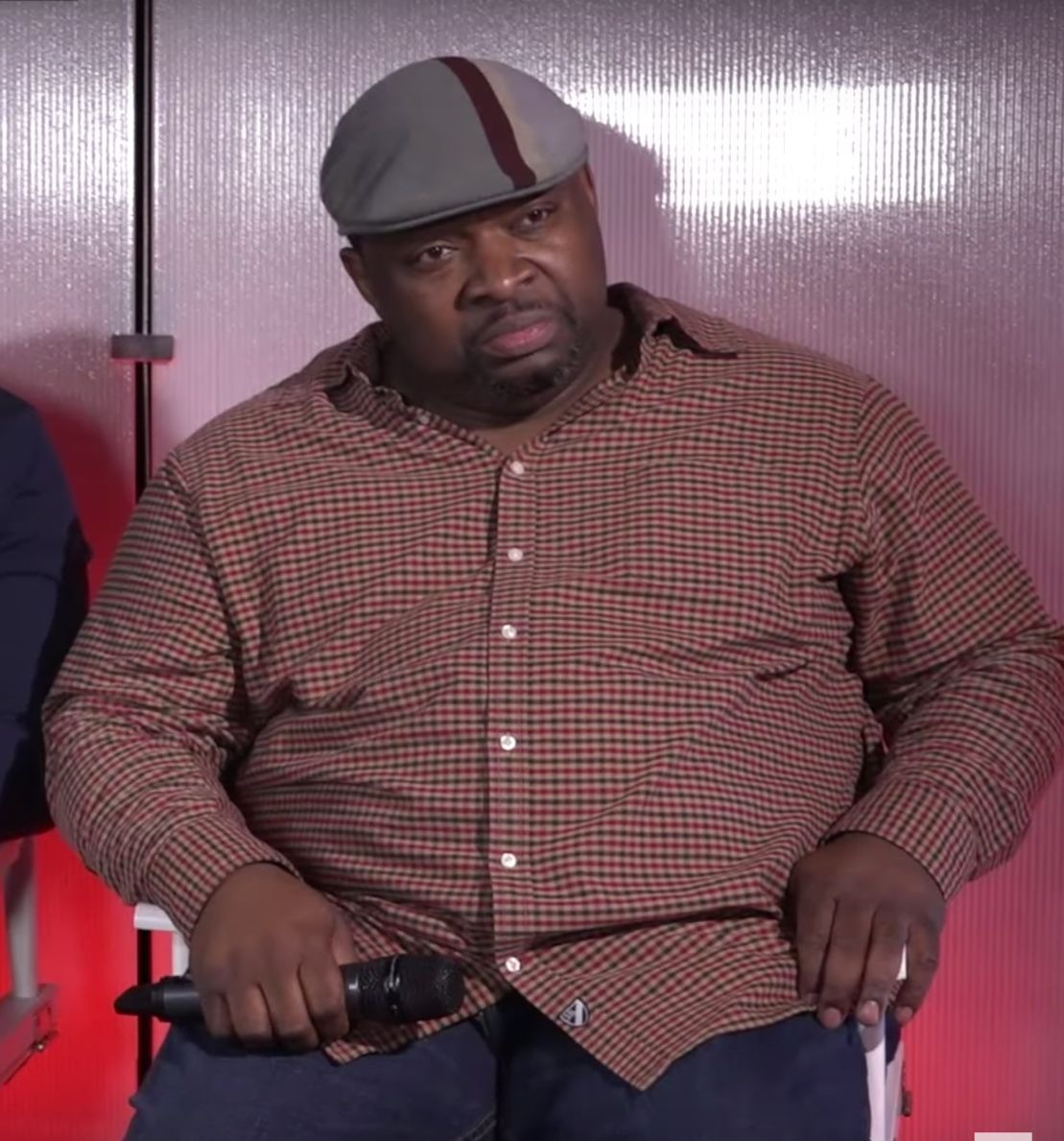

라반 데이비스(LaVan Davis, 1966년 9월 21일 ~ )는 미국의 배우, 가수이다.
애틀랜타에서 태어났다.

## 출연 작품
- 대디즈 리틀 걸스 (2007년)
- 와이 디드 아이 겟 매리드? (2006년)
- 마디아 감옥 가다 (2006년)
- 퍼프, 퍼프, 패스 (2006년) - 오티스 역
- 에브리바디 헤이츠 크리스 (2005년)
- 마인드벤더스 (2004년)

### 텔레비전
- Tyler Perry's House of Payne (2007-12, 2020-현재) - 커티스 페인 역